# Val-d’Ornain
 Val-d’Ornain  ist eine französische Gemeinde mit 971 Einwohnern (Stand 1. Januar 2022) im Département Meuse in der Region Grand Est (bis 2015 Lothringen). Sie gehört zum Arrondissement Bar-le-Duc und zum Kanton Revigny-sur-Ornain.

## Geographie
Die Gemeinde liegt am Fluss Ornain, wenige Kilometer nordwestlich der Arrondissements-Hauptstadt Bar-le-Duc.

## Geschichte
Val-d’Ornain wurde am 1. Januar 1973 aus den Gemeinden Mussey, Bussy-la-Côte und Varney gebildet.

### Bevölkerungsentwicklung
| Jahr      | 1962 | 1968 | 1975 | 1982 | 1990 | 1999 | 2011 | 2019 |
| Einwohner | 411  | 391  | 647  | 875  | 933  | 897  | 976  | 993  |

## Sehenswürdigkeiten
- Kirche Saint-Nicolas in Mussey (12./13. Jahrhundert, Monument historique)
- Herrenhaus in Varney (15. Jahrhundert, Monument historique)
- Jagdpavillon des Bankiers Varin-Bernier in Bussy (Monument historique)
- Bauernhof Saint-Hould, dessen Bausubstanz der Rest der nach der Revolution abgerissenen Zisterzienserinnenabtei Sainte-Hoïlde ist

## Persönlichkeiten
- Die Schauspielerin Isabelle Nanty (* 1962) wuchs in Mussey auf